# Fuirena simpsonii
Fuirena simpsonii là loài thực vật có hoa trong họ Cói. Loài này được Ravi, N.Mohanan & Shaju mô tả khoa học đầu tiên năm 2002 publ. 2003.